# Dol pri Borovnici
Dol pri Borovnici é uma vila localizada no município de Borovnica na Eslovênia. Possuía uma população estimada de 517 habitantes em 2020.